# Scotogramma agrotiformis
Scotogramma agrotiformis är en fjärilsart som beskrevs av George Francis Hampson 1896. Scotogramma agrotiformis ingår i släktet Scotogramma och familjen nattflyn. Inga underarter finns listade.